# Maison des arts (Schaerbeek)
Pour les articles homonymes, voir Maison des Arts.
La Maison des arts de Schaerbeek à Bruxelles, située au no 147 de la chaussée de Haecht en intérieur d'îlot, est l'ancien château Eenens - château Terlinden.

## Historique
Cette grande demeure, dont le terrain s'étendait sur 81 ares jusqu'à la rue de la Poste, a été construite en 1826 par Charles-Louis Eenens, un marchand de draps. Son fils, le lieutenant-général Alexis-Michel Eenens, fit ajouter au bâtiment central deux ailes latérales. 
Le bien passa ensuite à son gendre le vicomte Georges Terlinden, lequel y adjoignit une tour. Lorsque le procureur-général Terlinden s'opposa à l'occupant, vers la fin de la Première guerre mondiale, la famille fut expulsée de sa résidence et l'état major de la Marine allemande s'y installa. La famille reprit possession de la demeure et y habita jusqu'après la Seconde guerre mondiale. Après le décès de Georges Terlinden les héritiers décidèrent de vendre la propriété.
En 1950, l'administration communale de Schaerbeek racheta la demeure et en fit la Maison des arts, un centre culturel ouvert à toutes manifestations et expositions artistiques. L'intérieur du bâtiment recèle toujours quelques richesses comme les salons Louis XV et Louis XVI. On y trouve des vitraux armoriés récapitulant certaines alliances de la famille Terlinden. Y est également conservée la tasse dans laquelle le prince Frédéric des Pays-Bas but son thé en 1830, lorsque, au cours de la retraite des troupes hollandaises, il fit une halte en cette demeure.
La Maison des arts a été classée par arrêté royal le 9 novembre 1993.

## Galerie de photos

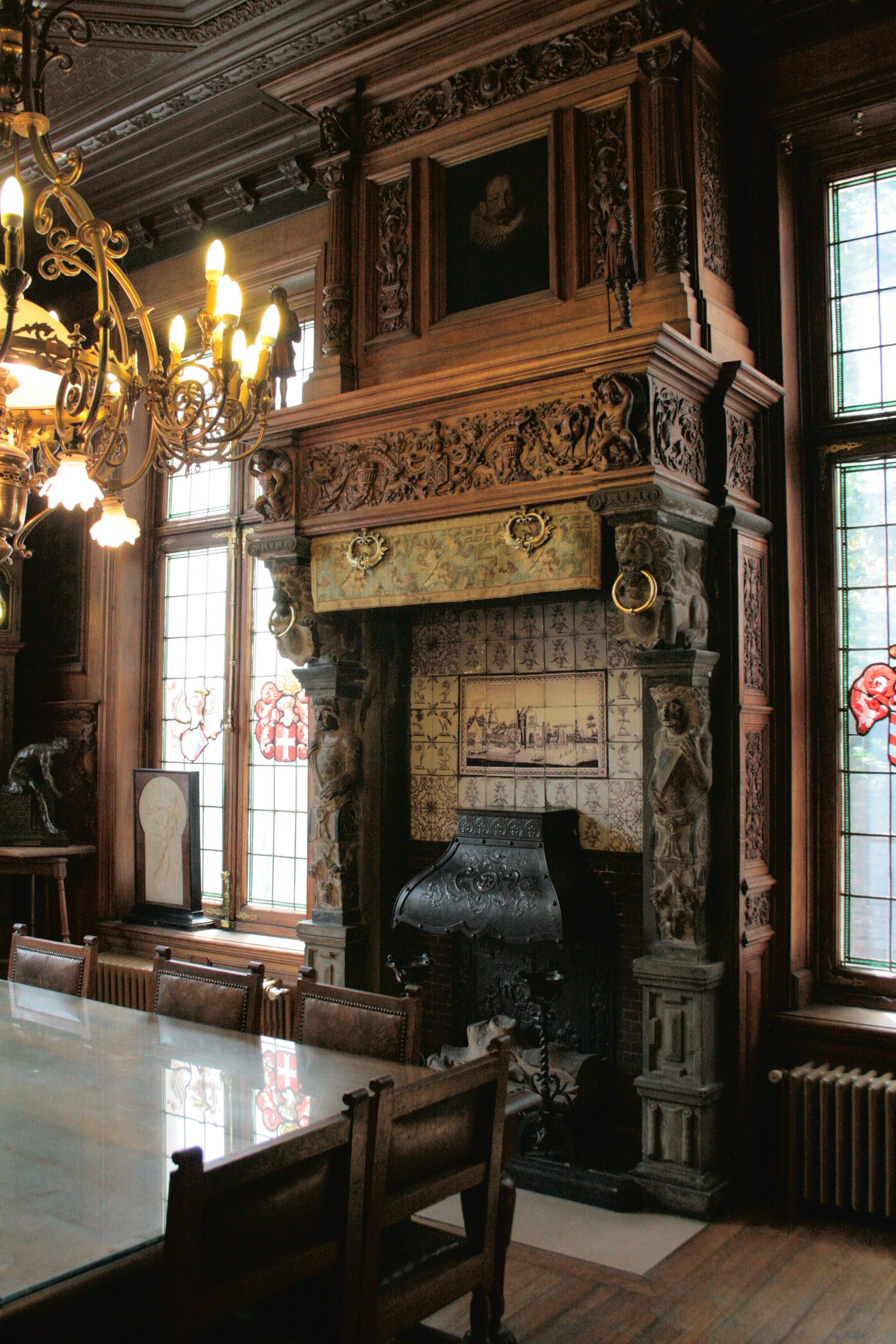
Salle à manger appelée « Salle Renaissance ».
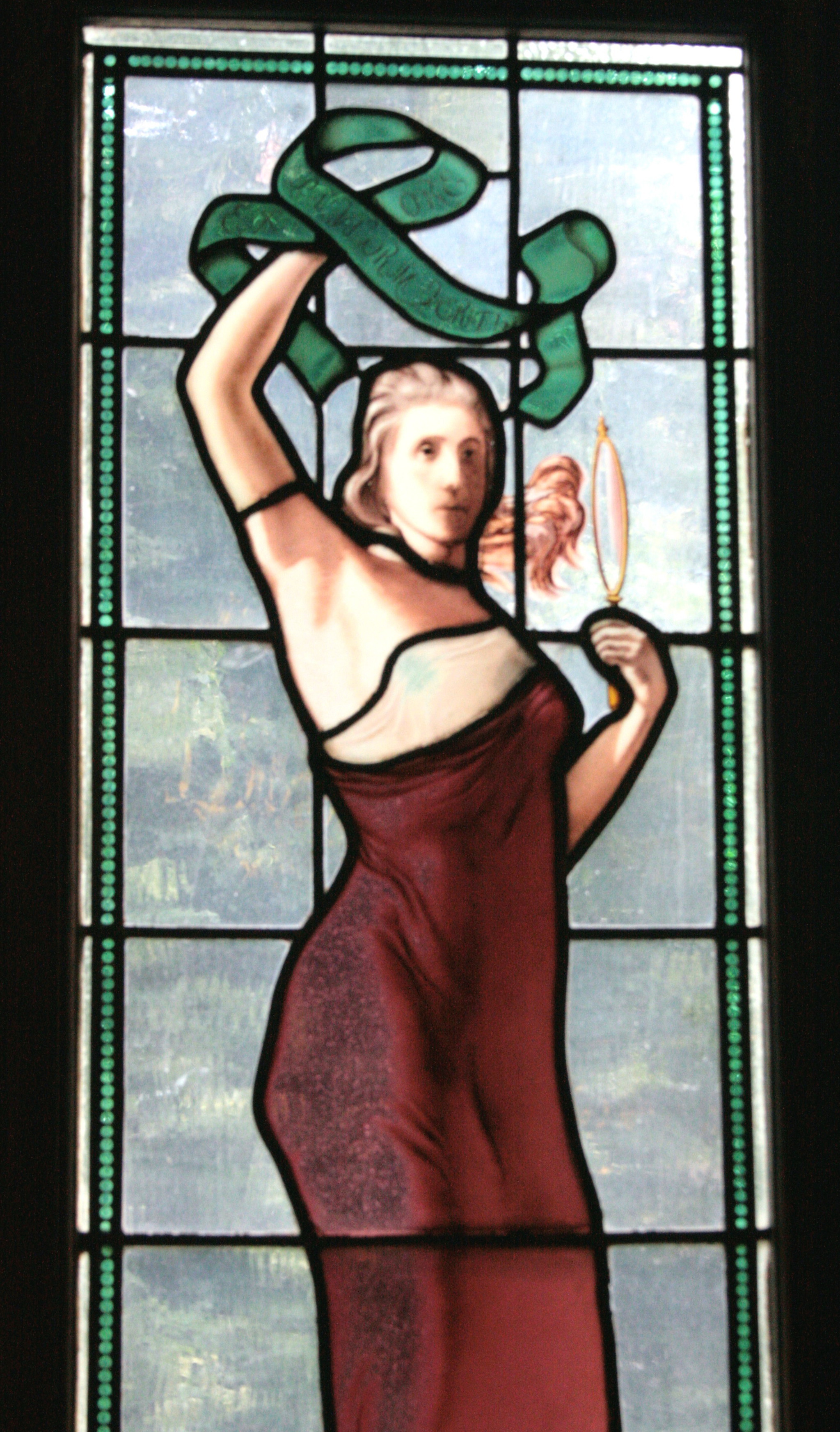
Vitrail de la salle à manger avec une allégorie judiciaire.
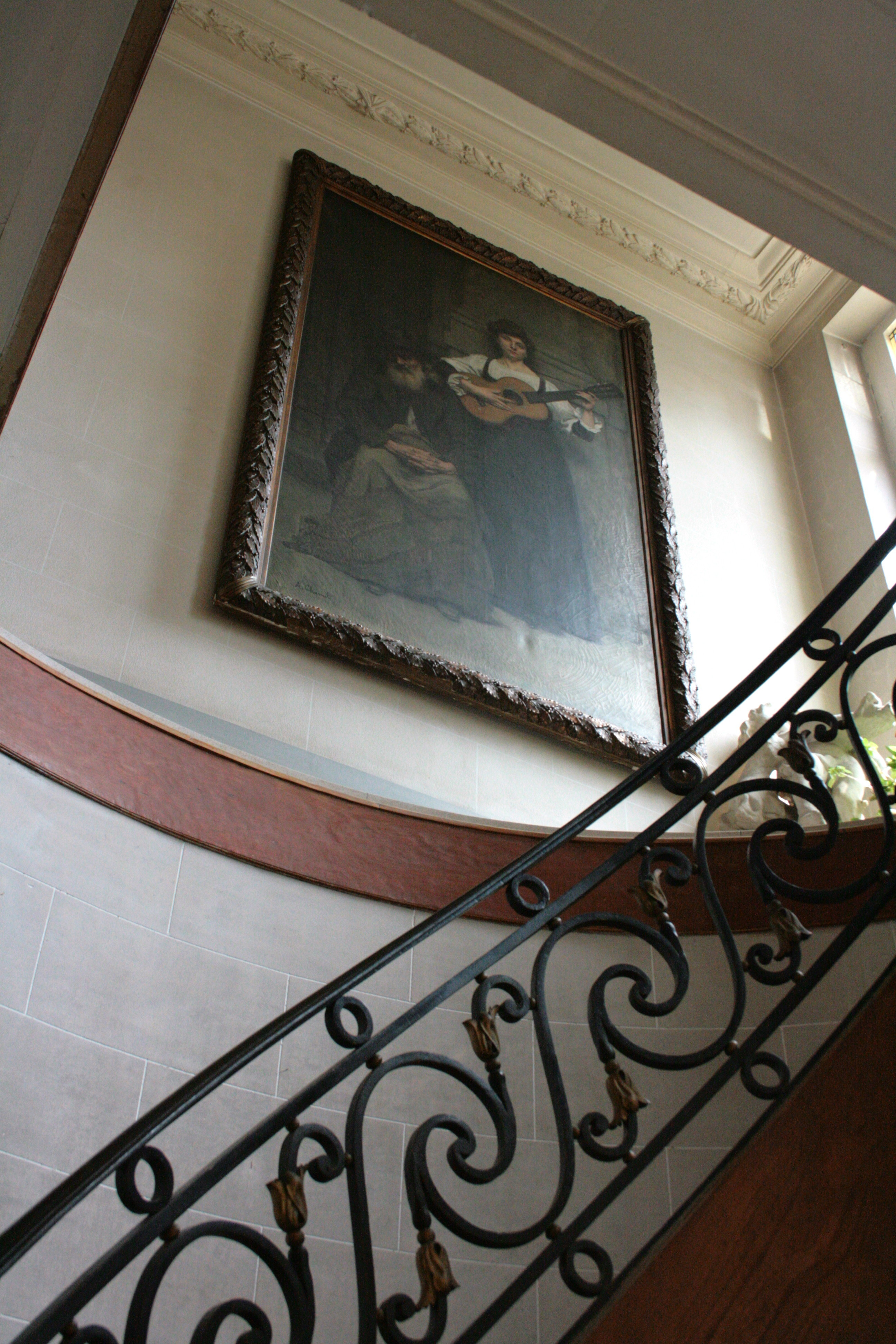
Escalier vers le premier étage.
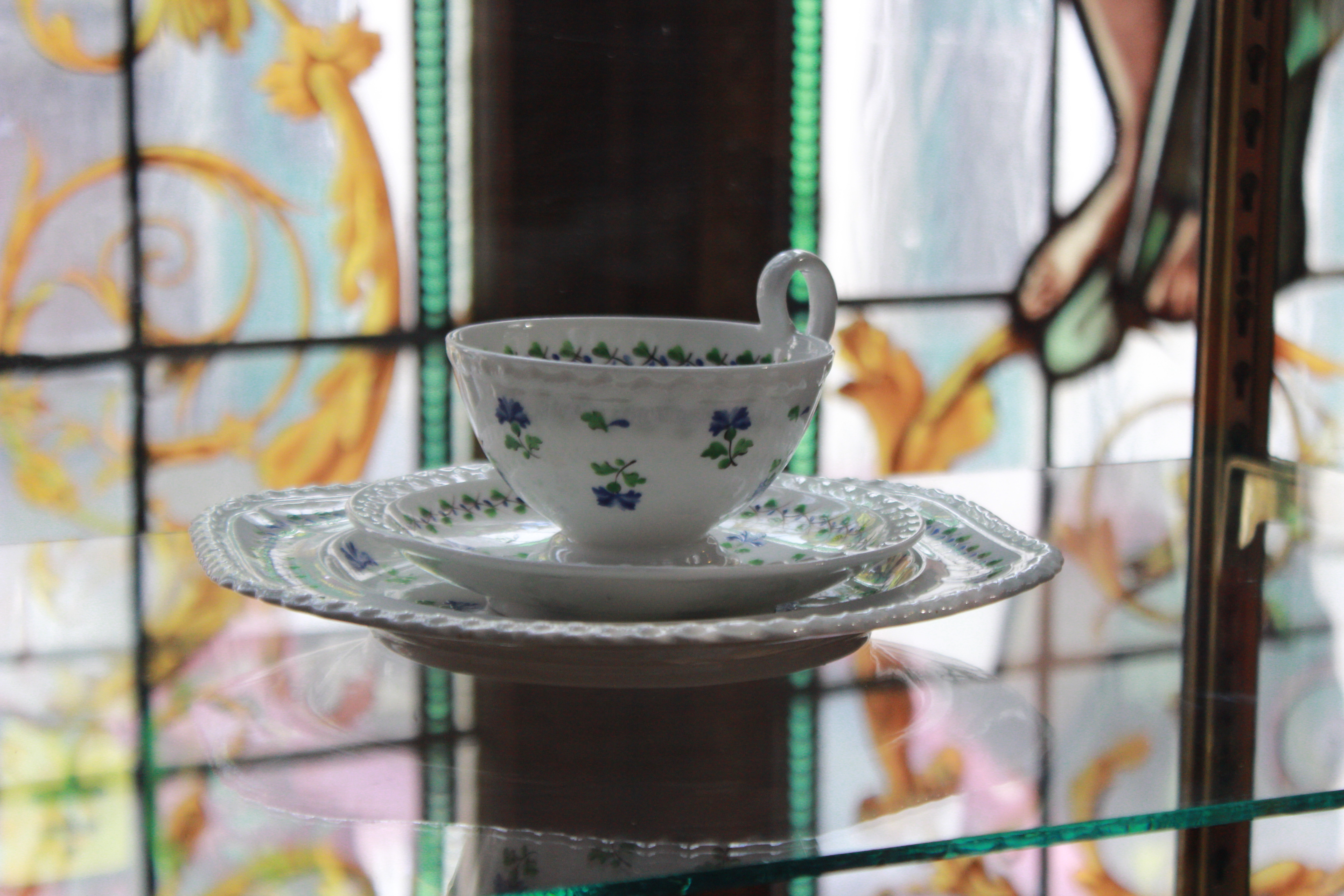
Tasse du prince Frédéric.
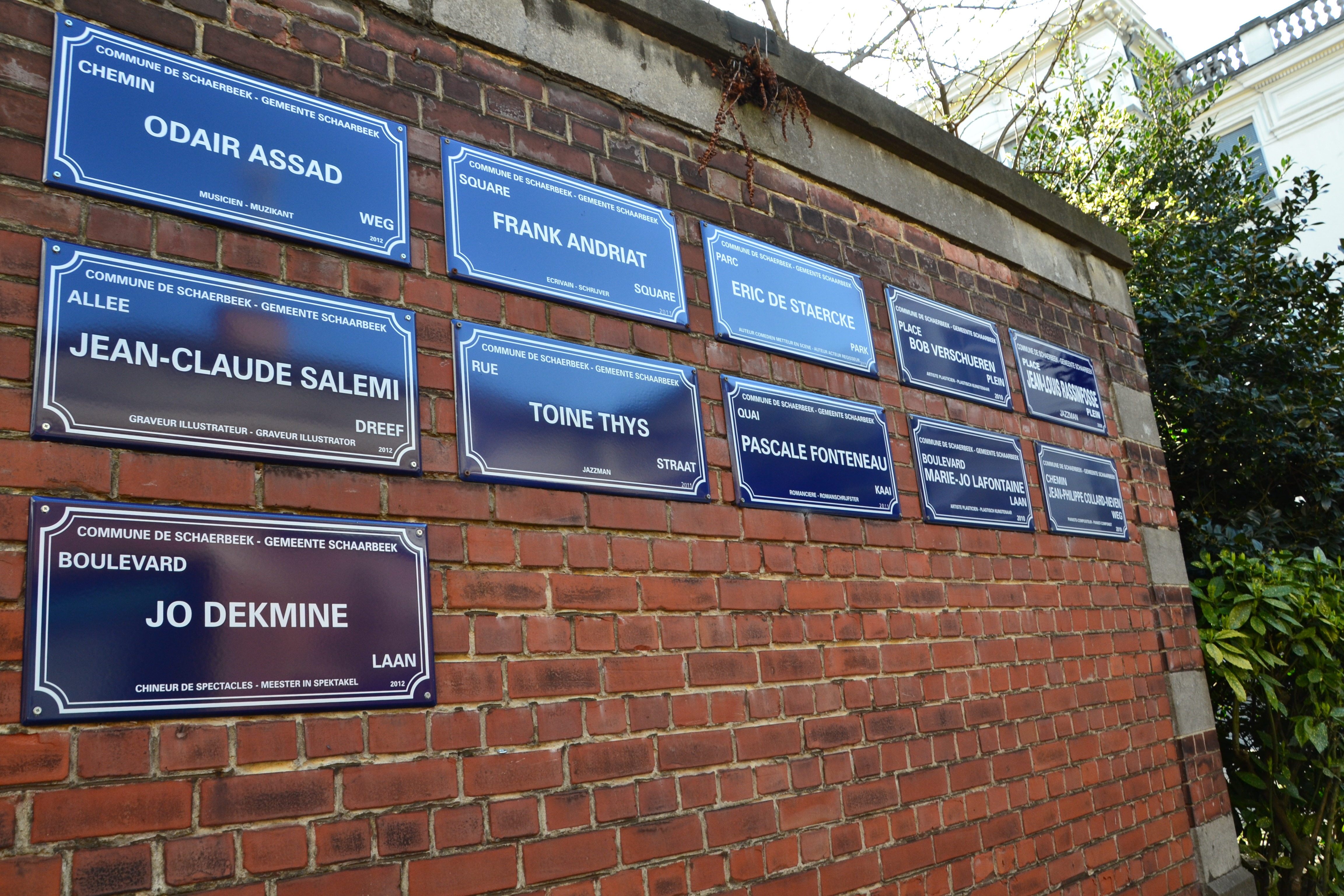
Mur des célébrités.

## Mur des célébrités
Le couloir donnant accès à l'îlot intérieur de la Maison des arts a donné naissance à un Mur des célébrités. Il s'agit d'un mur accueillant des plaques émaillées honorant chacune un artiste schaerbeekois (natif de Schaerbeek, résidant ou ayant résidé à Schaerbeek).
Depuis 2008, treize artistes se sont vus ainsi immortalisés par une plaque émaillée sur le Mur des célébrités.
2008
- Jean-Louis Rassinfosse, jazzman-contrebassiste.

2010
- Jean-Philippe Collard-Neven, pianiste-compositeur.
- Marie-Jo Lafontaine, plasticienne.
- Bob Verschueren, plasticien.

2011
- Frank Andriat, écrivain.
- Éric De Staercke, auteur, comédien, metteur en scène.
- Pascale Fonteneau, romancière.
- Toine Thys, saxophoniste et clarinettiste.

2012
- Jo Dekmine, directeur de théâtre.
- Odair Assad, guitariste.
- Jean-Claude Salemi, illustrateur, graveur et guitariste.

2013
- Michèle Nguyen, auteure.
- Pietro Pizzuti, comédien, metteur en scène et auteur.